# Kazimierz Chmielowski
Kazimierz Chmielowski, ps. Rekin (ur. 23 sierpnia 1925 w Żabincach, zm. 1 kwietnia 1950 w Białymstoku) – polski oficer ZWZ-AK, żołnierz 3 Wileńskiej Brygady AK (1944), 5 Wileńskiej Brygady AK (1945), zastępca dowódcy 3 Brygady Wileńskiej NZW , uczestnik operacji „Ostra Brama” i działacz podziemia antykomunistycznego.  

## Życiorys
W konspiracji zaczął działać w roku 1940. Od 1942 roku pełnił w AK rolę łącznika, posługiwał się pseudonimem „Rekin”. 22 października 1943 roku dołączył do działającego na Wileńszczyźnie oddziału dowodzonego przez Gracjana Fróga „Szczerbca” (od marca 1944 roku znana jako 3 Wileńska Brygada AK). Brał udział w większości akcji bojowych 3 Brygady, był czterokrotnie ranny. W bitwie oddziału pod Mikuliszkami 8 stycznia 1944 roku, zaatakował z kolegą tyły niemieckiej obławy, wprowadził tym zamieszanie i unieszkodliwił załogę erkaemu. Został za to odznaczony Krzyżem Walecznych . 
13 maja 1944 roku został awansowany na plutonowego za męstwo jakim wykazał się podczas bitwy pod Murowaną Oszmianką. Podczas przygotowań do operacji „Ostra Brama” został dowódcą pierwszego plutonu w szwadronie kawalerii, jednocześnie był także zastępcą dowódcy 1 kompanii 3 Wileńskiej Brygady AK . 
Po rozbiciu oddziałów AK został aresztowany przez NKWD, został wywieziony do obozu w Miednikach Królewskich, a potem do Kaługi pod Moskwą. Na przełomie kwietnia i maja 1945 roku uciekł z obozu i dotarł do Wilna, a następnie do Białegostoku. W maju 1945 roku spotkał swego byłego dowódcę Romualda Rajsa „Burego”, a następnie wszedł w skład 5 Wileńskiej Brygady AK mjr. „Łupaszki”. Kilkakrotnie brał udział w starciach z patrolami Armii Czerwonej. We wrześniu 1945 roku po przejściu 2 szwadronu do NZW podporządkował się „Buremu” . 
We wrześniu 1946 roku po zdemobilizowaniu 3 Wileńskiej Brygady, Chmielowski wyjechał do Chorzowa, rozpoczął pracę w hucie Kościuszko, a w październiku 1946 roku, rozpoczął studia w Politechnice Śląskiej w Gliwicach. Po uchwaleniu przez sejm ustawy o amnestii ujawnił się 10 marca 1947 roku w WUBP w Katowicach podając się za szer. Kazimierza Chmielowskiego „Smutnego” z AK Wilno, zdemobilizowanego w Kałudze, który w 1946 roku repatriował do Polski . 
W dniu 3 grudnia 1948 roku został aresztowany przez MBP. Aresztowanie nastąpiło w wyniku zeznań Romualda Rajsa, który miał nadzieję na uratowanie własnego życia. Rajs podał miejsce pobytu „Rekina”, oskarżył go również o dokonanie pacyfikacji wsi białoruskich na Podlasiu i rozstrzelanie funkcjonariuszy MBP i MO pod Brzozowem. 
19-27 września 1949 roku Chmielowski był sądzony wraz ze swoim dowódcą „Burym” w pokazowym procesie odbywającym się w sali białostockiego kina „Ton”. 1 kwietnia 1950 roku został zabity strzałem w tył głowy. Przed wykonaniem wyroku zdołał pobić jeszcze swojego kata. Miejsce jego pochówku pozostaje nieznane. W 1995 roku Sąd Warszawskiego Okręgu Wojskowego uznał wyrok śmierci wydany na „Rekina” za nieważny .

## Galeria

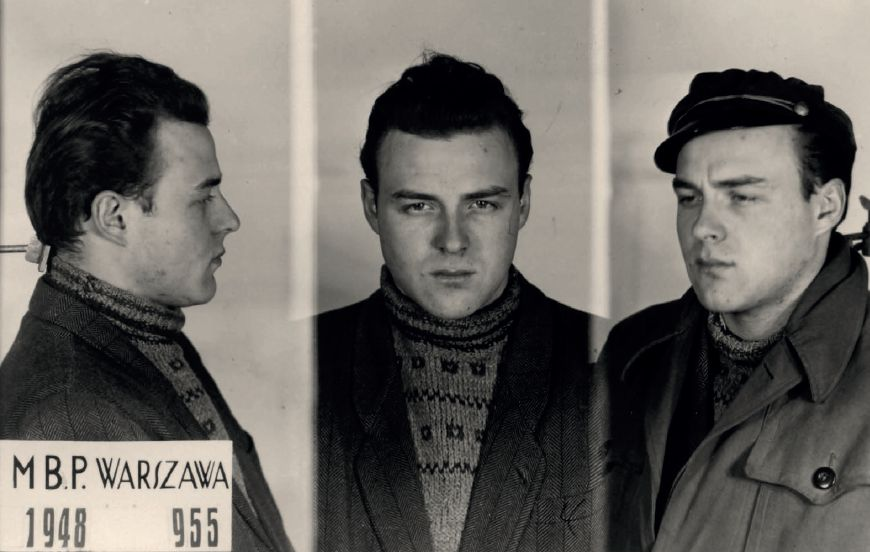
Kazimierz Chmielowski po aresztowaniu przez MBP 1948
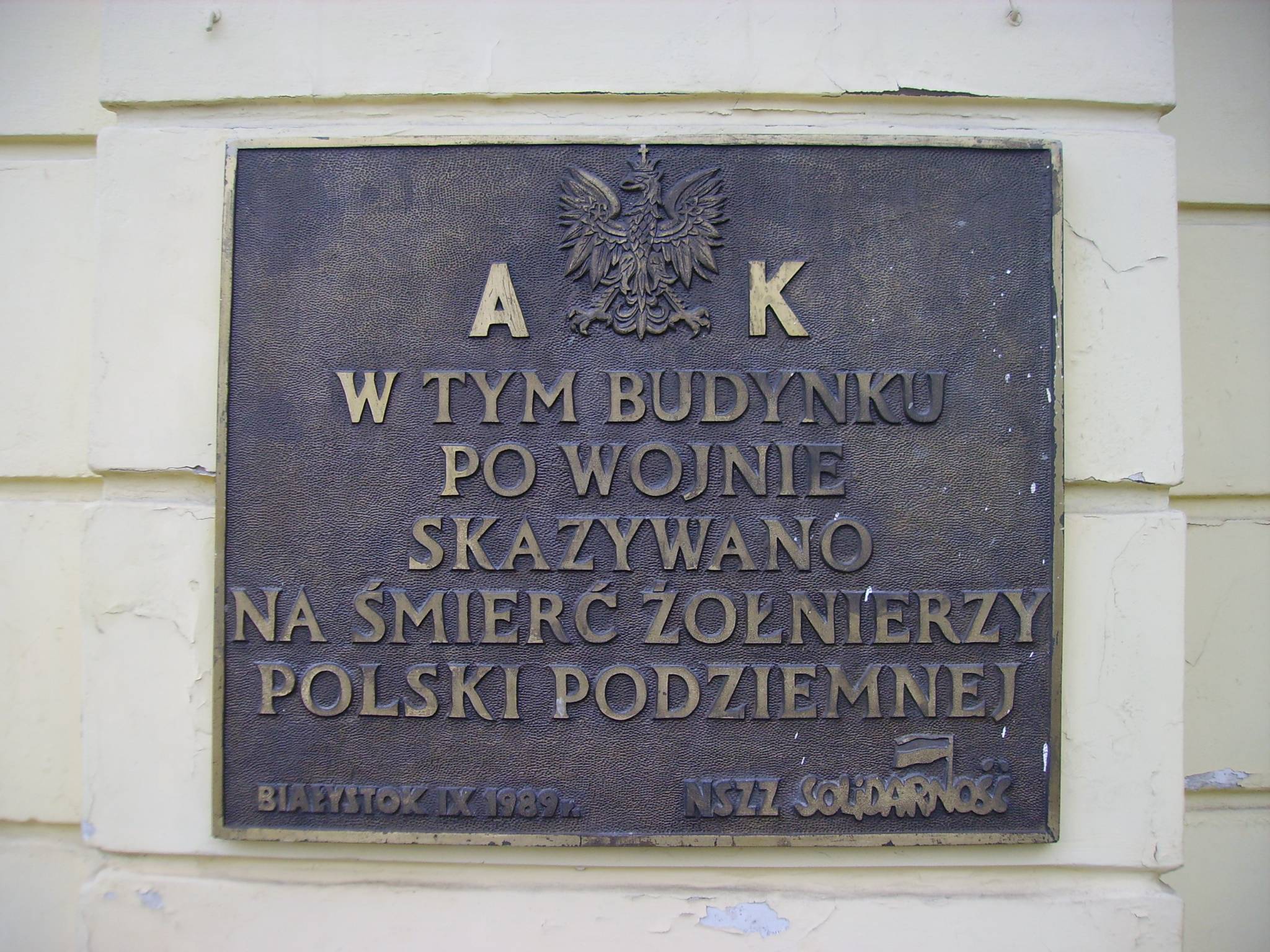
Tablica upamiętniająca na kinie „Ton”